# Malezja na Zimowych Igrzyskach Olimpijskich 2022
Malezja na Zimowych Igrzyskach Olimpijskich 2022 – występ kadry sportowców reprezentujących Malezję na igrzyskach olimpijskich, które odbyły się w Pekinie, w Chińskiej Republice Ludowej, w dniach 4-20 lutego 2022 roku.
Reprezentacja Malezji liczyła dwoje zawodników – kobietę i mężczyznę.
Był to drugi start Malezji na zimowych igrzyskach olimpijskich.

## Reprezentanci

### Narciarstwo alpejskie
| Zawodnik           | Konkurencja          | 1 przejazd | 1 przejazd | 2 przejazd | 2 przejazd | Łącznie | Łącznie | Źródło |
| Zawodnik           | Konkurencja          | Czas       | Pozycja    | Czas       | Pozycja    | Czas    | Pozycja | Źródło |
| ------------------ | -------------------- | ---------- | ---------- | ---------- | ---------- | ------- | ------- | ------ |
| Aruwin Salehhuddin | slalom kobiet        | DNF        | DNF        | NQ         | NQ         | DNF     | DNF     | [ 1 ]  |
| Aruwin Salehhuddin | slalom gigant kobiet | 1:06,13    | 46.        | 1:06,15    | 38.        | 2:12,28 | 38.     | [ 1 ]  |
| Jeffrey Webb       | slalom mężczyzn      | DNF        | DNF        | NQ         | NQ         | DNF     | DNF     | [ 2 ]  |